# Gran Premio Miguel Induráin 2021
La 72.ª edición de la clásica ciclista Gran Premio Miguel Induráin fue una carrera en España que se celebró el 3 de abril de 2021 con inicio y final en la ciudad de Estella sobre un recorrido de 203 kilómetros.
La carrera formó parte del UCI ProSeries 2021, calendario ciclístico mundial de segunda división, dentro de la categoría UCI 1.Pro y también formó parte de la Copa de España de Ciclismo Profesional 2021. El vencedor fue el español Alejandro Valverde del Movistar que estuvo acompañado en el podio, como segundo y tercer clasificado respectivamente, por el kazajo Alexey Lutsenko y el también español Luis León Sánchez, ambos del Astana-Premier Tech.

## Equipos participantes
Tomaron parte en la carrera 19 equipos: 9 de categoría UCI WorldTeam, 8 de categoría UCI ProTeam y 2 de categoría Continental. Formaron así un pelotón de 127 ciclistas de los que acabaron 95. Los equipos participantes fueron:
| WorldTeams (9)- Astana-Premier Tech - Bahrain Victorious - Cofidis - Ineos Grenadiers - Israel Start-Up Nation - Movistar Team - Team BikeExchange - Trek-Segafredo - UAE Team Emirates ProTeams (8)- Arkéa-Samsic - Burgos-BH - Caja Rural-Seguros RGA - Eolo-Kometa - Equipo Kern Pharma - Euskaltel-Euskadi - Rally Cycling - Total Direct Énergie Equipos continentales (2)- Efapel - Electro Hiper Europa |
| |

## Clasificación final
- Las clasificaciones finalizaron de la siguiente forma:[3]

| \| Clasificación general \| Clasificación general \| Clasificación general \| Clasificación general \| Clasificación general \| \| Ciclista \| Ciclista \| Equipo \| Tiempo \| \| \| --------------------- \| --------------------- \| ---------------------- \| --------------------- \| --------------------- \| \| 1.º \| Alejandro Valverde \| Movistar Team \| 5 h 10 min 47 s \| \| \| 2.º \| Alexéi Lutsenko \| Astana-Premier Tech \| + 6 s \| \| \| 3.º \| Luis León Sánchez \| Astana-Premier Tech \| + 15 s \| \| \| 4.º \| Pello Bilbao \| Bahrain Victorious \| + 17 s \| \| \| 5.º \| Élie Gesbert \| Arkéa-Samsic \| + 18 s \| \| \| 6.º \| Krists Neilands \| Israel Start-Up Nation \| + 21 s \| \| \| 7.º \| Bauke Mollema \| Trek-Segafredo \| + 21 s \| \| \| 8.º \| Jesús Herrada \| Cofidis \| + 21 s \| \| \| 9.º \| Omar Fraile \| Astana-Premier Tech \| + 21 s \| \| \| 10.º \| Laurens De Plus \| Ineos Grenadiers \| + 30 s \| \| \| 11.º \| Ben Hermans \| Israel Start-Up Nation \| + 30 s \| \| \| 12.º \| Gino Mäder \| Bahrain Victorious \| + 31 s \| \| \| 13.º \| Pierre Latour \| Total Direct Énergie \| + 49 s \| \| \| 14.º \| Guillaume Martin \| Cofidis \| + 53 s \| \| \| 15.º \| Anthony Delaplace \| Arkéa-Samsic \| + 54 s \| \| \| 16.º \| Roger Adrià \| Equipo Kern Pharma \| + 59 s \| \| \| 17.º \| Toms Skujiņš \| Trek-Segafredo \| + 1 min 03 s \| \| \| 18.º \| Jesús Ezquerra \| Burgos-BH \| + 1 min 04 s \| \| \| 19.º \| Mathieu Burgaudeau \| Total Direct Énergie \| + 1 min 04 s \| \| \| 20.º \| Sebastián Henao \| Ineos Grenadiers \| + 1 min 04 s \| \| |                    |                        |                 |
| |                    |                        |                 |
| Fuente: ProCyclingStats |                    |                        |                 |
| Clasificación general |                    |                        |                 |
| Ciclista | Ciclista           | Equipo                 | Tiempo          |
| 1.º | Alejandro Valverde | Movistar Team          | 5 h 10 min 47 s |
| 2.º | Alexéi Lutsenko    | Astana-Premier Tech    | + 6 s           |
| 3.º | Luis León Sánchez  | Astana-Premier Tech    | + 15 s          |
| 4.º | Pello Bilbao       | Bahrain Victorious     | + 17 s          |
| 5.º | Élie Gesbert       | Arkéa-Samsic           | + 18 s          |
| 6.º | Krists Neilands    | Israel Start-Up Nation | + 21 s          |
| 7.º | Bauke Mollema      | Trek-Segafredo         | + 21 s          |
| 8.º | Jesús Herrada      | Cofidis                | + 21 s          |
| 9.º | Omar Fraile        | Astana-Premier Tech    | + 21 s          |
| 10.º | Laurens De Plus    | Ineos Grenadiers       | + 30 s          |
| 11.º | Ben Hermans        | Israel Start-Up Nation | + 30 s          |
| 12.º | Gino Mäder         | Bahrain Victorious     | + 31 s          |
| 13.º | Pierre Latour      | Total Direct Énergie   | + 49 s          |
| 14.º | Guillaume Martin   | Cofidis                | + 53 s          |
| 15.º | Anthony Delaplace  | Arkéa-Samsic           | + 54 s          |
| 16.º | Roger Adrià        | Equipo Kern Pharma     | + 59 s          |
| 17.º | Toms Skujiņš       | Trek-Segafredo         | + 1 min 03 s    |
| 18.º | Jesús Ezquerra     | Burgos-BH              | + 1 min 04 s    |
| 19.º | Mathieu Burgaudeau | Total Direct Énergie   | + 1 min 04 s    |
| 20.º | Sebastián Henao    | Ineos Grenadiers       | + 1 min 04 s    |

## UCI World Ranking
El Gran Premio Miguel Induráin otorgó puntos para el UCI World Ranking para corredores de los equipos en las categorías UCI WorldTeam, UCI ProTeam y Continental. Las siguientes tablas muestran el baremo de puntuación y los 10 corredores que obtuvieron más puntos:
| Posición              | 1.º | 2.º | 3.º | 4.º | 5.º | 6.º | 7.º | 8.º | 9.º | 10.º | 11.º | 12.º | 13.º | 14.º | 15.º | 16.º-30.º | 31.º-40.º |
| Clasificación general | 200 | 150 | 125 | 100 | 85  | 70  | 60  | 50  | 40  | 35   | 30   | 25   | 20   | 15   | 10   | 5         | 3         |

| Clasificación |                    |                            |         |
| Posición      | Ciclista           | Equipo                     | General |
| ------------- | ------------------ | -------------------------- | ------- |
| 1.º           | Alejandro Valverde | Movistar                   | 200     |
| 2.º           | Alexey Lutsenko    | Astana-Premier Tech        | 150     |
| 3.º           | Luis León Sánchez  | Astana-Premier Tech        | 125     |
| 4.º           | Pello Bilbao       | Bahrain Victorious         | 100     |
| 5.º           | Élie Gesbert       | Arkéa Samsic               | 85      |
| 6.º           | Krists Neilands    | Israel Start-Up Nation     | 70      |
| 7.º           | Bauke Mollema      | Trek-Segafredo             | 60      |
| 8.º           | Jesús Herrada      | Cofidis, Solutions Crédits | 50      |
| 9.º           | Omar Fraile        | Astana-Premier Tech        | 40      |
| 10.º          | Laurens De Plus    | INEOS Grenadiers           | 35      |